# 古田敦也
古田敦也（日语：／ Furuta Atsuya，1965年8月6日—）是一名日本職業棒球選手，出生於兵庫縣川西市。他在職棒生涯皆效力於日本職棒東京養樂多燕子隊，擔任捕手，於2007年退休，生涯通算217支全壘打。
2004年職業棒球重組問題發生時，他作為日本職業棒球運動員協會會長，帶頭與NPB進行談判，在該年9月18日、19日領導了日本歷史上第一次職業棒球球員罷工。

## 外部連結
- 古田敦也網誌NEO
- 經紀公司ビッグベン （页面存档备份，存于）